# Ryan Lasch
Ryan Lasch, född 22 januari 1987 i Lake Forest, Kalifornien, är en amerikansk professionell ishockeyspelare. Han spelar sedan 2023 i Pelicans i Liiga.
Han vann poängligan i SHL 2015/2016 med Frölunda. Han kom även på en delad första plats i poängligan i samma slutspel, när Frölunda HC tog SM-guld.
Han vann säsongen efter (2016-2017) NLA med SC Bern. 
Säsongen efter återvände han till Göteborg och Frölunda där han kom delad etta i poängligan i grundserien, tillsammans med Växjö Lakers HC Elias Pettersson. 
Poängligasegern kunde Ryan, säsongen efter SHL 2018/2019 säkra med 50 poäng.
Den 19 maj 2021 åtvände Lasch för tredje gången i karriären till Göteborg och Frölunda HC efter en säsong i både Pelicans i finska Liiga och ZSC Lions i schweiziska NLA.

## Klubbar
- St. Cloud State Huskies 2006–2010
- Södertälje SK 2010–2011
- Pelicans 2011–2012
- Norfolk Admirals 2012–2013
- Toronto Marlies 2013
- Växjö Lakers 2013–2014
- TPS 2014–2015
- Frölunda HC 2015–2016
- SC Bern 2016–2017
- Frölunda HC 2017– 2020
- Pelicans 2020-2021
- ZSC Lions 2021
- Frölunda HC 2021-2023
- Pelicans 2023-